# Calumma andringitraense
Espèce
Synonymes
- Chamaeleo gastrotaenia andringitraensis Brygoo, Blanc & Domergue, 1972

Statut de conservation UICN

 EN B1ab(iii) : En danger
Statut CITES
Calumma andringitraense est une espèce de sauriens de la famille des Chamaeleonidae.

## Répartition
Cette espèce est endémique du Sud-Est de Madagascar. Elle  été découverte dans le massif d'Andringitra.

## Étymologie
Son nom d'espèce, composé de andringitra et du suffixe latin -ense, « qui vit dans, qui habite », lui a été donné en référence au lieu de sa découverte.

## Publication originale
- Brygoo, Blanc & Domergue, 1972 : Notes sur les Chamaeleo de Madagascar. X. Deux nouveaux Caméléons des hauts sommets de Madagascar: C. capuroni n.sp. et C. gastrotaenia andringitraensis n.subsp. Bulletin du Muséum d'histoire naturelle, Paris, sér. 3, vol. 56, no 42, p. 601-613.